# Conspiracy (álbum)
Conspiracy (en español, Conspiración) es un álbum conceptual de la banda King Diamond. Salió al mercado el 19 de noviembre de 1989 a través de la discográfica Roadrunner Records.
Este álbum es la segunda parte de la historia que inició con "Them", donde nos cuenta la aterradora historia de King, su hermana Missy, la diabólica abuela y una mansión llena de espíritus. Conspiracy tiene lugar 18 años después cuando King regresa a la mansión tras estar recluido en el mismo sanatorio que su abuela.

## Argumento
En esta secuela de "Them", un adulto King regresa a "House of Amon" (la casa de Amon), para reclamar su lugar como heredero. Sin embargo, surgen las preguntas sin respuesta sobre la muerte de su hermana, el asunto de su madre con el terapeuta diabólico Dr. Landau, y su propia locura prueban ser obstáculos complicados de superar.
Por ello, pacta un acuerdo con "Ellos" (los antagonistas no vistos en el álbum "Them") para devolverles el control de la casa a "Ellos" con la condición de ver a su hermana Missy, creyendo que ella puede responder a sus preguntas. El trato se lleva a cabo y Missy vuelve de su tumba para ayudar al King a descubrir algunos de los misterios de "Ellos".
Sin embargo, en esta ocasión debe enfrentarse al plan de su siquiatra, el doctor Landau, que desea arrebatarles la casa, utilizando a su madre como parte del juego. No obstante, aunque cree que ha conseguido su objetivo por la muerte y cremación de King (víctima de la conspiración del doctor), el álbum termina con la promesa de que King, regresara de la tumba para atormentarlos y torturarlos para siempre.

## Lista de canciones
| N.º   | Título                                  | Escritor(es)      | Duración |  |
| 1.    | «At The Graves»                         | King Diamond      | 8:56     |  |
| 2.    | «Sleepless Nights»                      | Andy LaRocque     | 5:01     |  |
| 3.    | «Lies»                                  | Diamond           | 4:19     |  |
| 4.    | «A Visit From The Dead»                 | LaRocque          | 6:11     |  |
| 5.    | «The Wedding Dream»                     | Diamond           | 6:11     |  |
| 6.    | «"Amon" Belongs to "Them"»              | Diamond, LaRocque | 3:49     |  |
| 7.    | «Something Weird» (Música instrumental) | LaRocque          | 2:03     |  |
| 8.    | «Victimized»                            | LaRocque          | 5:19     |  |
| 9.    | «Let It Be Done»                        | Diamond           | 1:11     |  |
| 10.   | «Cremation»                             | Diamond           | 4:09     |  |
| 46:58 |                                         |                   |          |  |

| Bonus tracks |                          |              |          |  |
| N.º          | Título                   | Escritor(es) | Duración |  |
| 11.          | «At The Graves» (remix)  | Diamond      | 7:20     |  |
| 12.          | «Cremation» (en directo) | Diamond      | 4:12     |  |

## Integrantes
- King Diamond - vocalista
- Andy LaRocque - guitarrista
- Pete Blakk - guitarrista
- Hal Patino - bajista
- Mikkey Dee - baterista
- Roberto Falcao - teclista